# Deutsche Volleyball-Bundesliga 1979/80 (Frauen)
Die Saison 1979/80 der Volleyball-Bundesliga war die vierte Ausgabe dieses Wettbewerbs. Der USC Münster wurde zum dritten Mal Deutscher Meister.

## Mannschaften
In dieser Saison spielten folgende acht Mannschaften in der ersten Liga:
- Godesberger TV
- VfL Hannover
- Post SV Köln
- USC Münster
- ESV Neuaubing
- TG Rüsselsheim
- 1. VC Schwerte
- 1. VC Wiesbaden

Als Titelverteidiger trat der 1. VC Schwerte an. Aufsteiger waren der Post SV Köln, der ESV Neuaubing und der Godesberger TV. Die Mannschaft des 1. VC Hannover schloss sich dem VfL Hannover an.

## Ergebnisse
Die Mannschaften wurden nach der Hauptrunde in eine Meister- und eine Abstiegsrunde mit jeweils vier Teilnehmern aufgeteilt.

### Hauptrunde
|    | Verein        | Punkte | Sätze |
| -- | ------------- | ------ | ----- |
| 1. | Münster (P)   | 26:0   | 39:2  |
| 2. | Schwerte (M)  | 22:4   | 34:9  |
| 3. | Rüsselsheim   | 22:6   | 35:16 |
| 4. | Wiesbaden     | 14:14  | 23:26 |
| 5. | Hannover      | 10:18  | 22:37 |
| 6. | Köln (N)      | 6:22   | 18:37 |
| 7. | Godesberg (N) | 6:22   | 17:36 |
| 8. | Neuaubing (N) | 4:24   | 13:38 |

### Meisterrunde
|    | Verein       | Punkte | Sätze |
| -- | ------------ | ------ | ----- |
| 1. | Münster (P)  | 32:0   | 48:4  |
| 2. | Schwerte (M) | 26:6   | 41:13 |
| 3. | Rüsselsheim  | 24:10  | 40:23 |
| 4. | Wiesbaden    | 14:20  | 24:35 |

### Abstiegsrunde
|    | Verein        | Punkte | Sätze |
| -- | ------------- | ------ | ----- |
| 5. | Hannover      | 14:20  | 29:41 |
| 6. | Godesberg (N) | 10:24  | 24:41 |
| 7. | Neuaubing (N) | 8:26   | 19:43 |
| 8. | Köln (N)      | 6:28   | 21:46 |

|     | Absteiger in die 2. Bundesliga   |
| (M) | Meister der Vorsaison            |
| (P) | Pokalsieger der Vorsaison        |
| (N) | Aufsteiger aus der 2. Bundesliga |

Deutscher Meister wurde der USC Münster. Absteiger waren der Post SV Köln und der ESV Neuaubing.